# Epitonium tenerum
Epitonium tenerum is een slakkensoort uit de familie van de Epitoniidae. De wetenschappelijke naam van de soort is voor het eerst geldig gepubliceerd in 1873 door H. Adams.